# Pepito

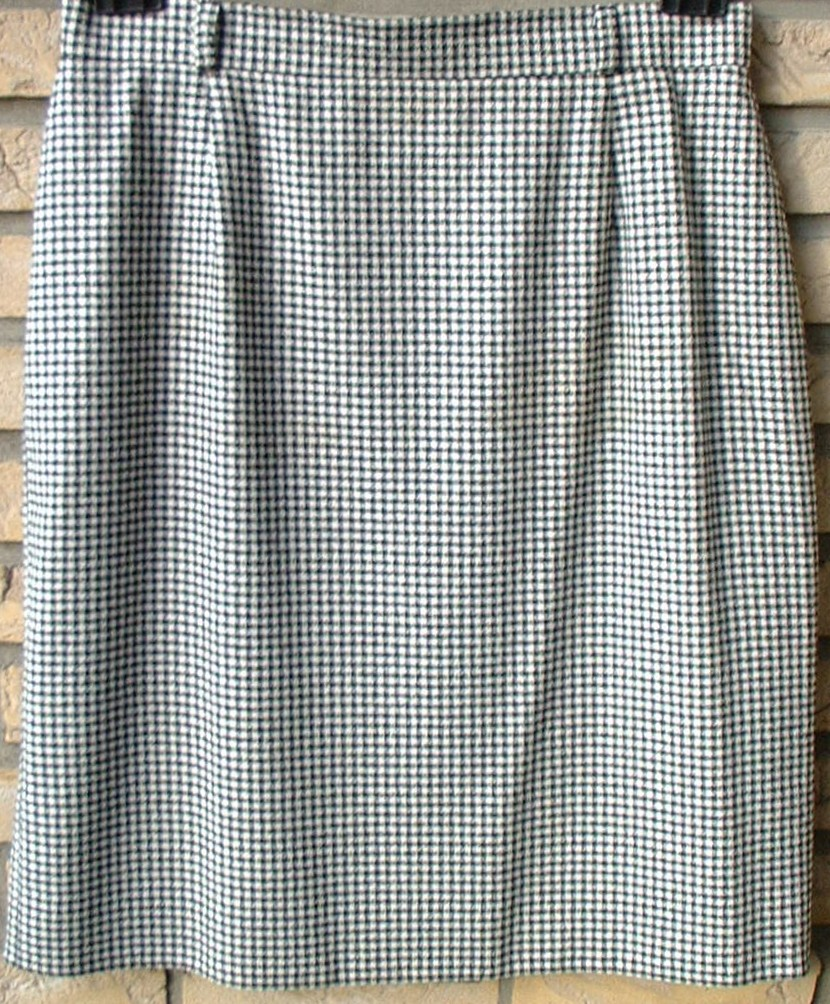
Pepitová sukně ze směsi polyester/viskóza

Pepito (anglicky houndstooth fabric) je tkanina se střídavě světlými a tmavými barevnými efekty ve tvaru drobných kostek. Velikost kostek je dána střídou (v plátnové nebo keprové vazbě).
V plátnové vazbě se tká se střídou (osnova/útek) 2/2 až 8/8. Při keprové vazbě musí být  barevná střída (světlá/tmavá) vyšší než střída vazby. Např. při vazební střídě  4/4 se mění barva osnovy a útku až po 8. niti. 
Pepito se vyrábí z vlněných nebo bavlněných přízí i ze směsí umělých vláken. Používá se na kostýmy, kalhoty, sukně, saka a pláště.
Název je údajně odvozen od přezdívky kdysi známé španělské tanečnice Josefy (Pepity) de la Oliva.

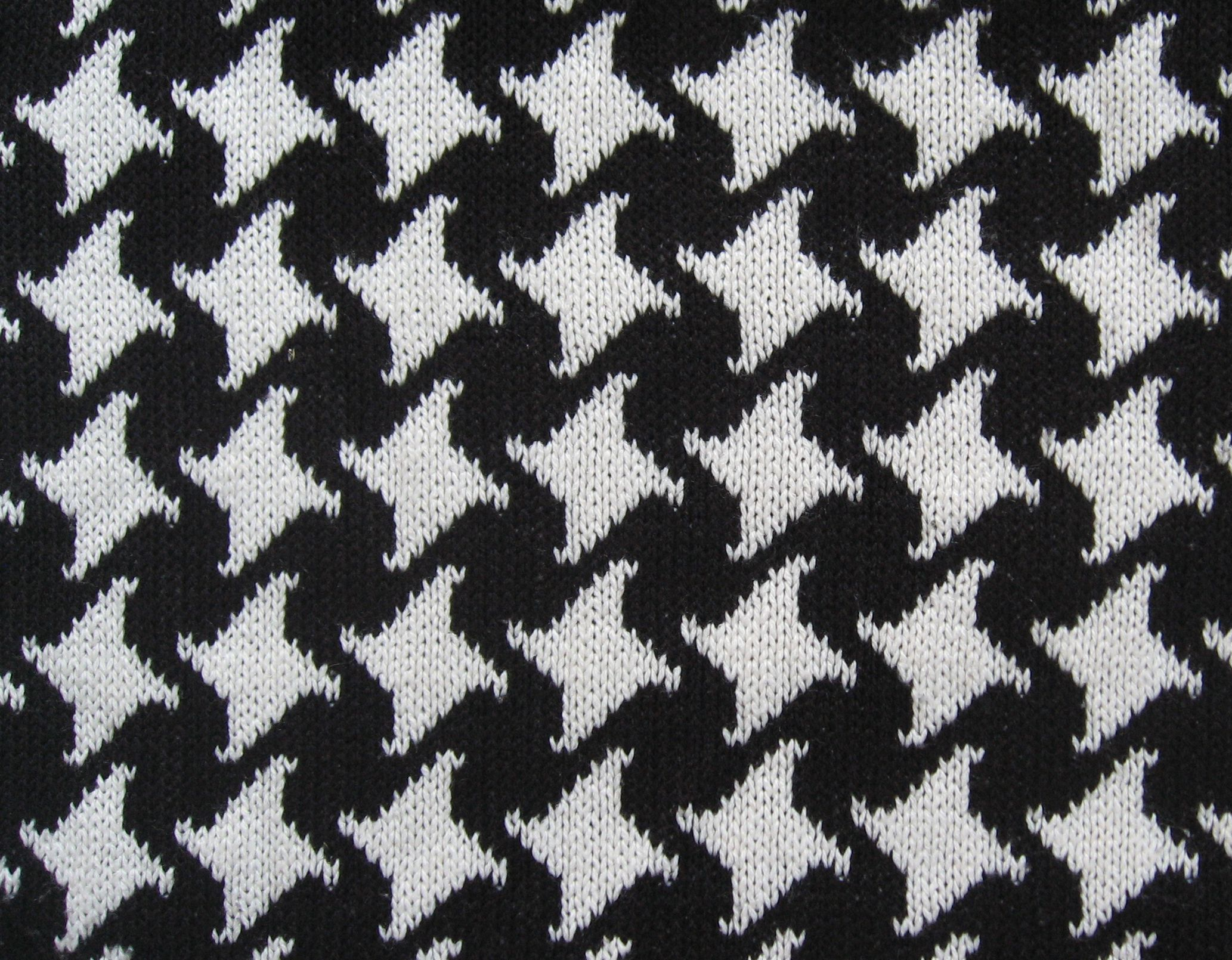
Pletenina s „kohoutí stopou“

Pleteniny s kostičkovým vzorem a tkaniny potištěné na tento způsob se také nazývají pepito.
Pletené pepito se dá vyrábět na plochých nebo okrouhlých pletacích strojích s žakárovým zařízením.
Příbuzné vzorování mají tkaniny s tzv. kohoutí stopou (anglicky houndstooth check) a vichy.
Kohoutí stopa se tká v plátnové vazbě, rožky čtverců jsou prodlouženy.
Vichy se tká v keprové vazbě, základní tvary jsou kosočtverce s prodloužením rožků v diagonálním směru. Technika vzorování je kombinace pepita a kohoutí stopy.
Kohoutí stopa a vichy se často vzájemně zaměňují i v odborném tisku.
Vzorování s kohoutí stopou se používá také pro  osnovní a zátažné pleteniny.

## Z historie kostičkových vzorů
Vlněný kabát s podobným vzorováním jako vichy byl objeven na území dnešního Švédska už asi 100 let před n. l.
Pod jménem houndstooth, tedy psí zub, bylo vichy poprvé v módě v 18. století ve Skotsku. V polovině 19. století bylo v evropských hlavních městech oblečení šviháků vzorované kohoutí stopou na vrcholu popularity. Ve 20. století patřili k nejznámějším fanouškům kostičkových vzorů: filmový Sherlock Holmes, designer Christian Dior, Konrad Adenauer a v roce 2011 měla např. Lady Gaga v jedné televizní show na sobě od hlavy k patě oblečení s kohoutí stopou.
V 21. století se vyrábí pepito nejčastěji jako směsová tkanina s pooužitím na saka, bundy pláště, ponča

## Galerie pepita

Schéma keprové vazby pepita
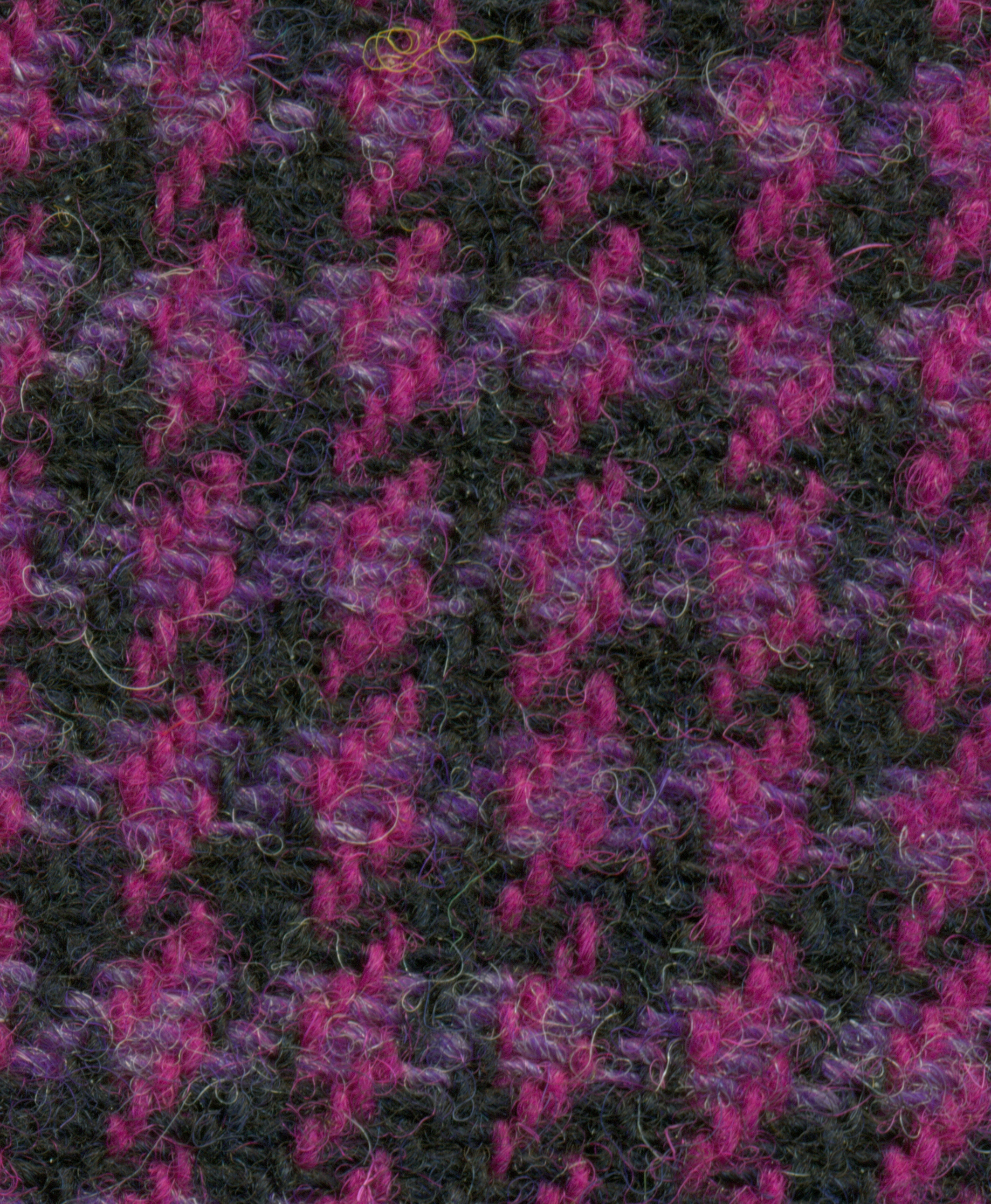
Ručně tkané pepito (2017)
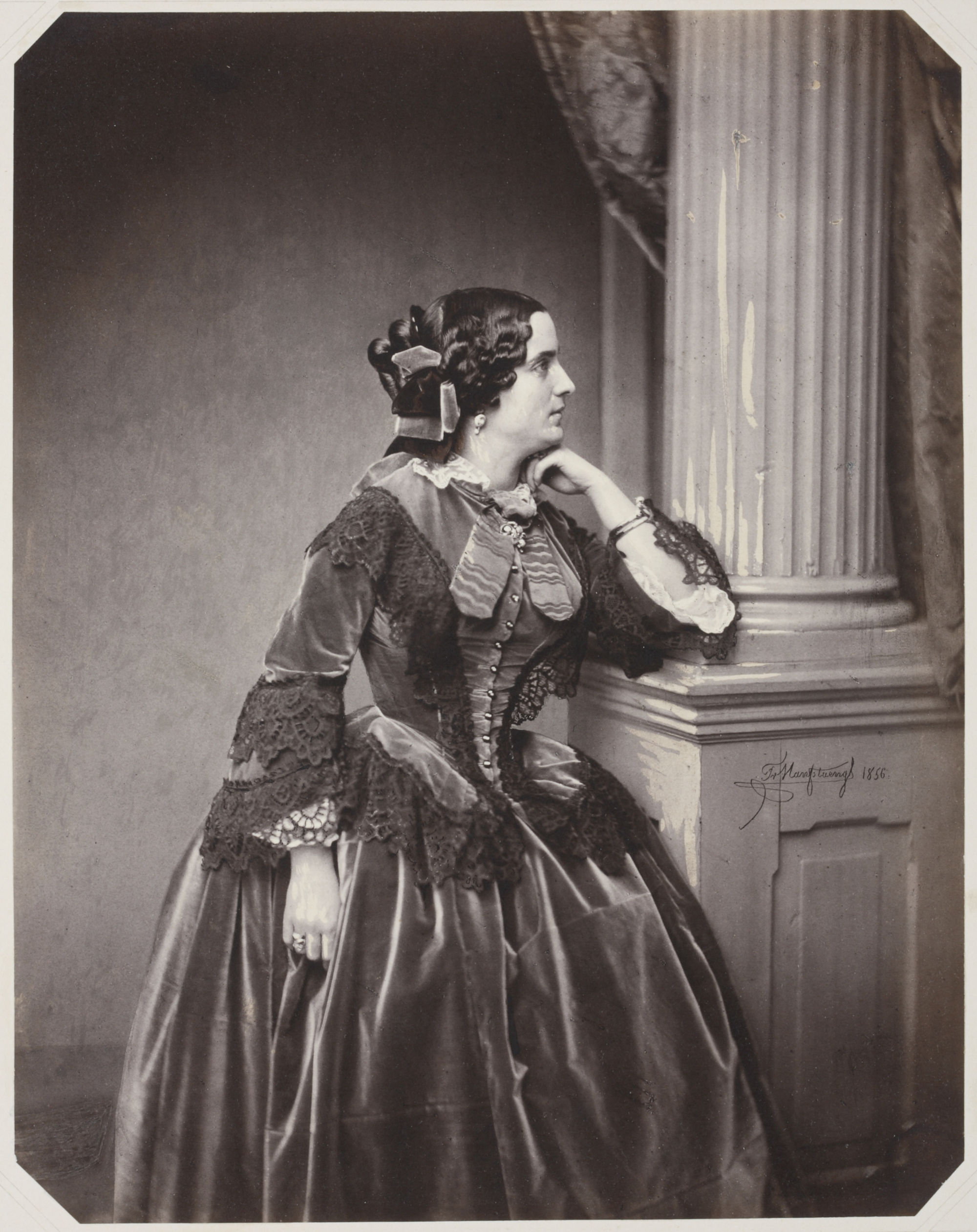
Pepita de Oliva (v roce 1856), jejím křestním jménem se začaly označovat kostkované tkaniny
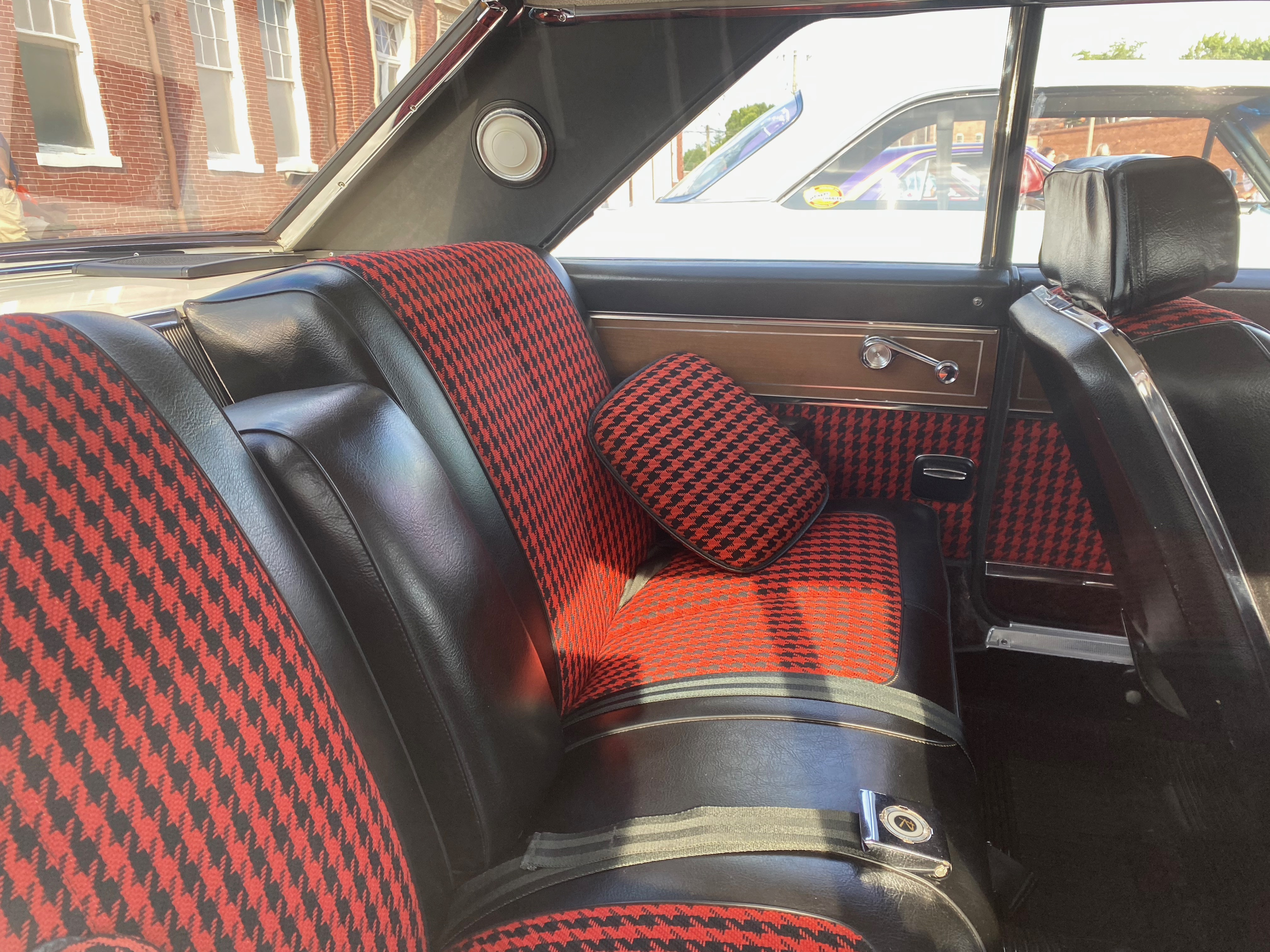
Pepitové potahy v interieru auta (Kanada 1966)
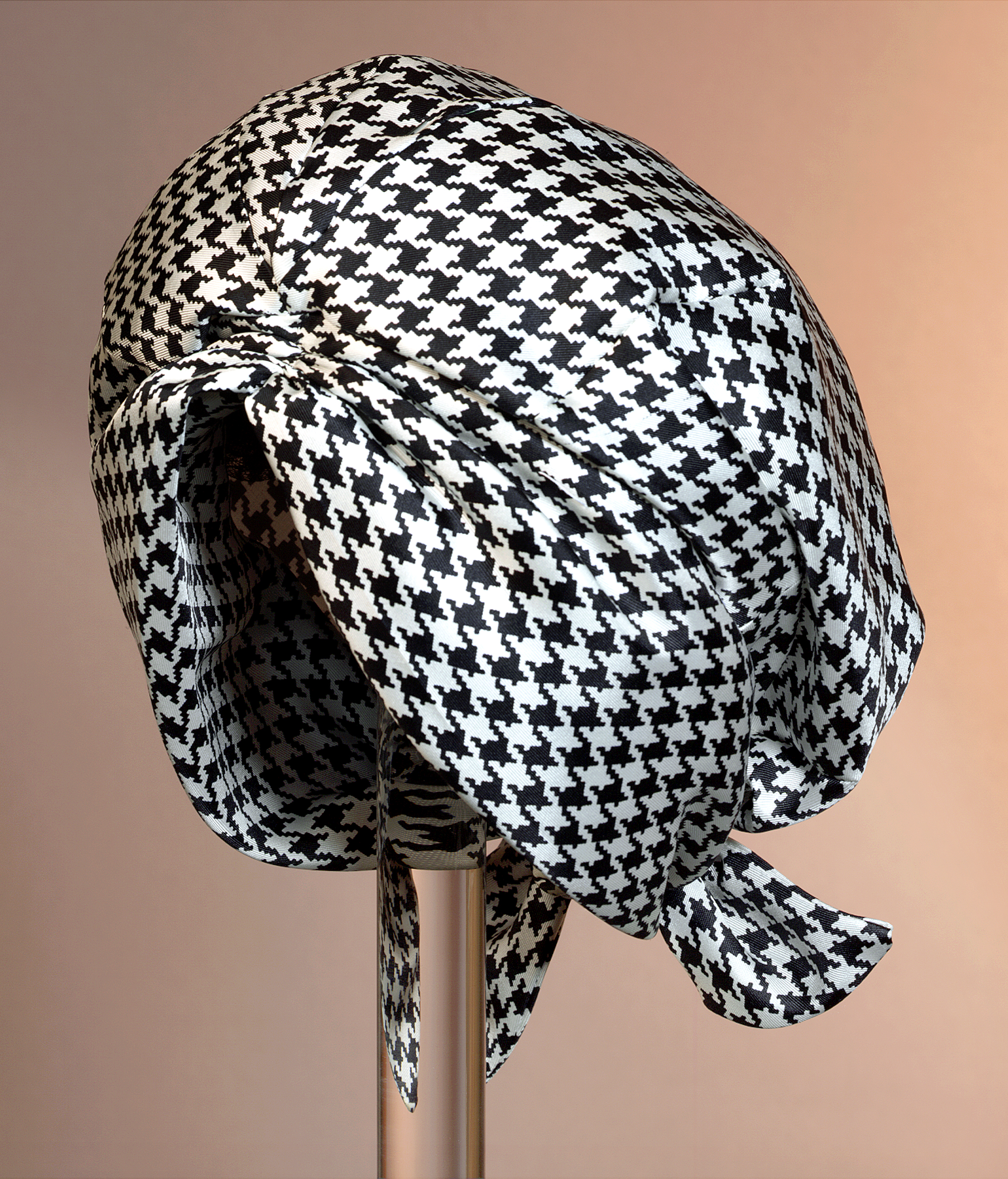
Dámský klobouk z pepitové pleteniny (Nizozemsko 1966)